# Леонтий Стромынский
Преподобный Леонтий Стромынский (1363—1389; память 19 мая/1 июня) — первый игумен Успенского Стромынского монастыря, основанного преподобным Сергием Радонежским по просьбе великого князя Димитрия Донского в честь победы над татарами в 50-ти верстах от Москвы, по дороге в Юрьев. Игуменом в этом монастыре преподобный Сергий поставил своего ученика преподобного Леонтия. Преподобный Леонтий преставился в конце XIV века.